# درتشاق (بجستان)
درتشاق (بالفارسية: درچاق) هي قرية تقع في إيران في قسم بجستان الريفي. يقدر عدد سكانها بـ 21 نسمة .